# ماسیمو لوتی
ماسیمو لوتی (انگلیسی: Massimo Lotti؛ زادهٔ ۷ مارس ۱۹۶۹) بازیکن فوتبال اهل ایتالیا است.
از باشگاه‌هایی که در آن بازی کرده‌است می‌توان به باشگاه فوتبال بنونتو، باشگاه فوتبال ونتزیا، باشگاه فوتبال اتلتیکو آرتزو، و باشگاه فوتبال لچه اشاره کرد.